# Jan Jína

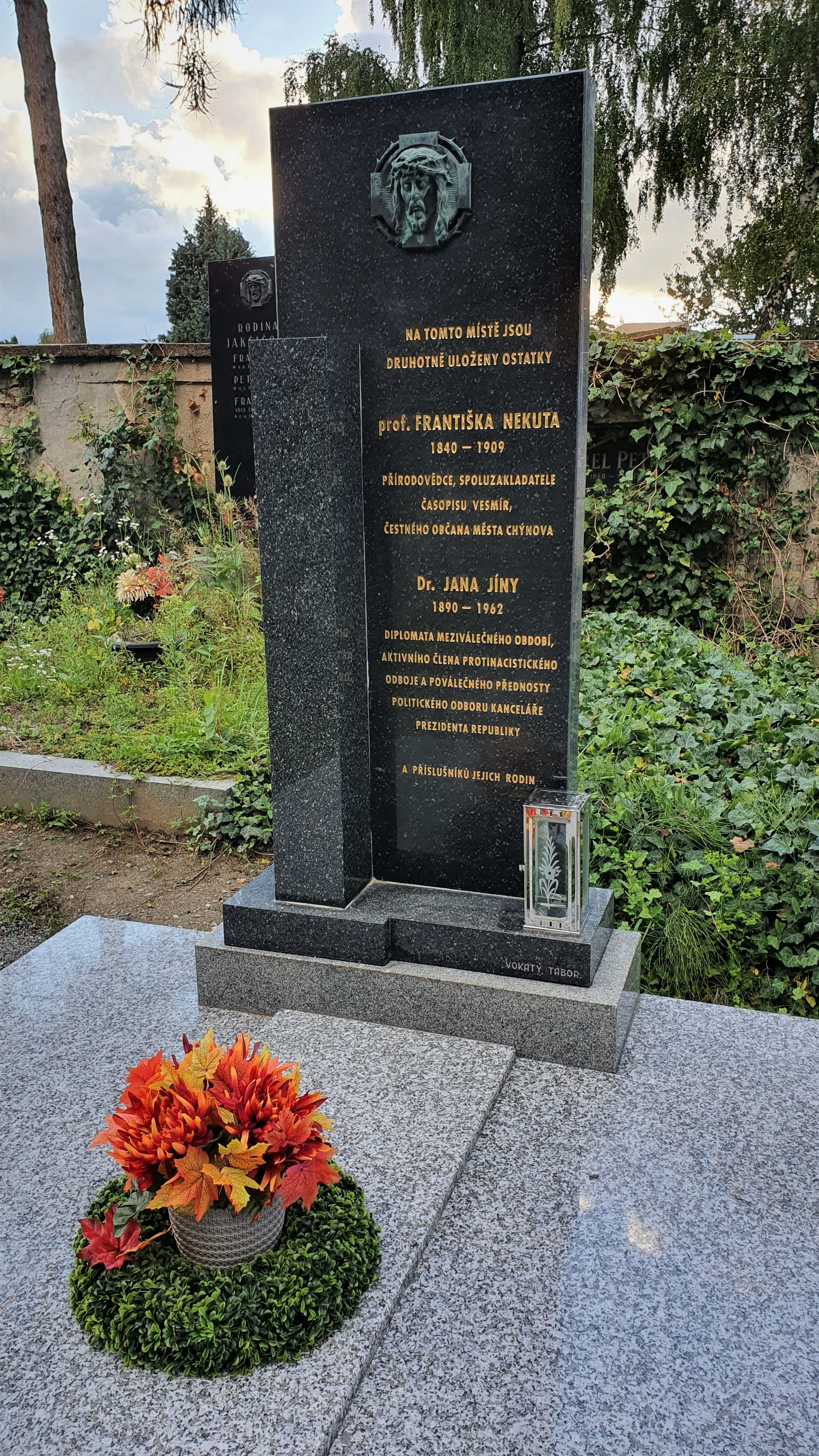
Náhrobek v Chýnově

Jan Jína (18. září 1890 Libštát – 9. února 1962 Praha) byl československý diplomat a vedoucí politického odboru kanceláře prezidenta Edvarda Beneše.

## Život
Absolvoval gymnázium v Novém Bydžově a poté studoval na pražské právnické fakultě, kde byl v roce 1914 promován doktorem práv. Po studiích nejdříve získával praxi u soudu, pak byl advokátním koncipientem a pracoval také v Průmyslové bance v Praze. Stal se členem Masarykových realistů, zúčastnil se domácího odboje a po vzniku Československa zamířil do diplomacie. Nejprve byl vicekonzulem na generálním konzulátu v Hamburku, poté v letech 1926 až 1928 legačním tajemníkem na československém velvyslanectví v Berlíně a od roku 1929 parlamentním referentem tehdejšího ministra Edvarda Beneše. Krátce ještě působil jako zástupce vyslance v Bělehradě, aby se v roce 1934 definitivně vrátil do Prahy, kde se nakonec stal přednostou kabinetu ministra Kamila Krofty.
V pomnichovském období musel z ministerstva odejít a po německé okupaci v březnu 1939 se opět zapojil do odboje, mj. se podílel na vytvoření Politického ústředí. V červnu 1940 byl zatčen a vězněn v Berlíně. I když byl po dvou letech obžaloby zproštěn, až do konce války byl internován postupně v Terezíně, na Pankráci a ve Flossenbürgu.
Po osvobození Československa vstoupil do národně socialistické strany a přešel z diplomacie do kanceláře prezidenta republiky, kde se stal vedoucím politického odboru. Zprostředkovával mj. kontakt prezidenta Beneše s demokratickými ministry (za únorových událostí se s ním údajně počítalo jako s úřednickým premiérem). Po uchopení moci komunisty byl penzionován a v letech 1950 až 1952 zase uvězněn. Propuštěn byl kvůli zdravotním komplikacím a žil pak v Chýnově.